# Michał Jan Stadnicki
Michał Jan Stadnicki (w zakonie: Jan Nepomucen Stadnicki) herbu Szreniawa bez Krzyża (ur. w 1732 na ziemi przemyskiej, zm. 15 stycznia 1789) – polski szlachcic, pijar, rektor Collegium Nobilium pijarów w Warszawie.

## Życiorys
W 1747 roku ukończył warszawskie Collegium Nobilium pijarów i wstąpił do tego zakonu. Studia teologiczne rozpoczął w Krakowie (1754–1755), kontynuował w Rzymie (1755–1757) i ukończył w Paryżu (1757–1758), gdzie również studiował literaturę antyczną i sztuki piękne. Studia te sfinansował mu jego brat, Jan Józef.
Po powrocie do Polski, pracował jako nauczyciel retoryki w szkołach pijarskich w Warszawie. W latach 1760–1768 był prefektem Collegium Nobilium, a od 1768 roku był konsultorem polskiej prowincji pijarów w Warszawie i w Górze, gdzie w latach 1769–1772 pełnił również obowiązki przełożonego domu zakonnego. Następnie, w latach 1772–1774, był przełożonym domu zakonnego we Lwowie, a w latach 1775–1777 był członkiem domu zakonnego w Łukowie.

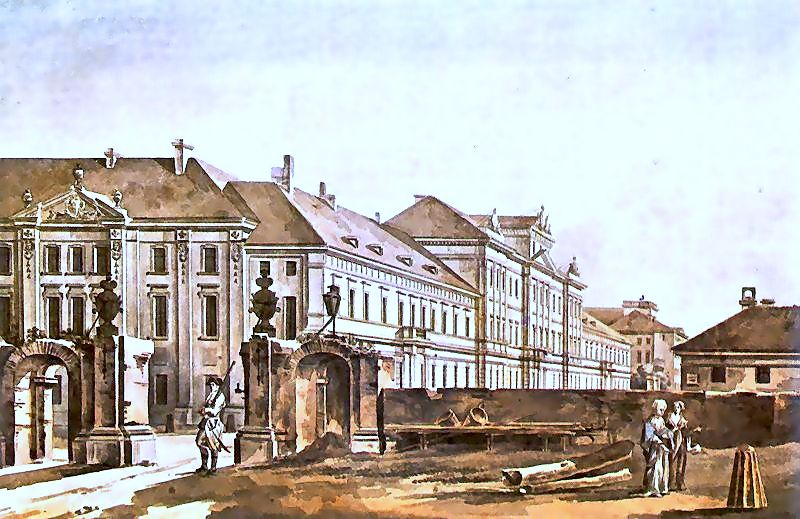
Fasada Collegium Nobilium na akwareli Zygmunta Vogla (po przebudowie przez Stanisława Zawadzkiego w 1788 roku, sfinansowanej przez Michała Stadnickiego)

Od 1780 roku, przez 8 lat, był rektorem Collegium Nobilium w Warszawie. Na propozycję króla Stanisława Augusta Poniatowskiego i prymasa Michała Poniatowskiego, by objął biskupstwo, odpowiedział: „Przyrzekłem Bogu być pijarem do śmierci”.
Z prywatnych funduszy sfinansował w 1786 roku remont Collegium Nobilium, w czasie którego przebudowano fasadę w stylu klasycystycznym, wybudowano nowy refektarz i odnowiono wnętrze budynku.

## Życie rodzinne
Michał Jan Stadnicki był najmłodszym synem Józefa Antoniego Stadnickiego i Zofii z domu Borzym-Makowieckiej h. Pomian – starościanki trembowelskiej i mogilnickiej.
Miał rodzeństwo: Jana Józefa, Aleksandra – chorążego grabowieckiego, Franciszka – chorążego lubaczowskiego, podstolego buskiego, Katarzynę, Eufrozynę, Joannę, Annę, Justynę i Szymona.